# Гинтер, Маттиас
Матти́ас Лу́кас Ги́нтер (нем. Matthias Lukas Ginter; род. 19 января 1994, Фрайбург-им-Брайсгау) — немецкий футболист, игрок клуба «Фрайбург». Играет на позициях центрального защитника и опорного полузащитника. Выступал за сборную Германии.
Считался одним из самых перспективных игроков нового поколения, многие сравнивали Маттиаса с Филиппом Ламом, который также мог играть в опорной зоне, на флангах и в центре обороны. Гинтер является воспитанником знаменитой академии «Фрайбурга», в 2012 году он дебютировал в основе «метисов». В августе 2014 года Гинтер перешёл в расположение дортмундской «Боруссии» и вскоре дебютировал в команде Юргена Клоппа.
В 2014 году сыграл свой первый матч за сборную Германии. Чемпион мира 2014 года.

## Клубная карьера
С самого раннего детства было видно, что Гинтер — футболист, обладающий потрясающим талантом. С 11 лет Маттиас принадлежал «Фрайбургу», клубу, знаменитому своим умением выпускать молодые таланты. 21 января 2012 года Гинтер дебютировал в основном составе «Фрайбурга» в матче против «Аугсбурга», выйдя на 70-й минуте на замену вместо Антона Путило и забив победный гол для своей команды на 88-й минуте. Этот гол сделал его самым молодым игроком в истории клуба из Брайсгау, забившим гол в матчах Бундеслиги. Предыдущий рекорд принадлежал Деннису Аого. 23 января, через два дня после дебюта, Гинтер подписал с «Фрайбургом» профессиональный контракт.
17 июля 2014 года Гинтер перешёл в дортмундскую «Боруссию», подписав контракт до 2019 года. 13 августа 2014 он дебютировал за «Боруссию» в Суперкубке Германии против «Баварии», где Гинтер отыграл весь матч, а «Боруссия» победила со счётом 2:0. Во втором сезоне в «Боруссии» в матче против «Ингольштадта» (4:0) Маттиас забил свой первый гол за клуб и был признан лучшим игроком матча.
4 июля 2017 года Гинтер перешёл в мёнхенгладбахскую «Боруссию». Маттиас подписал с клубом контракт до 2021 года с опцией продления ещё на один год. Сумма трансфера составила 17 миллионов евро с возможным увеличением до 20 миллионов благодаря бонусам.
4 мая 2022 года, на правах свободного агента стал игроком «Фрайбурга».

## Международная карьера
Гинтер дебютировал за главную сборную в матче против сборной Чили 5 марта 2014 года, выйдя на замену на 88-й минуте. Таким образом, Маттиас стал 900-м игроком, когда-либо выступавшим за сборную Германии. В мае 2014 года Гинтер был включён Йоахимом Лёвом в заявку сборной на чемпионат мира в Бразилии, где стал чемпионом мира, однако стал одним из трёх полевых игроков вместе с Кевином Гросскройцом и Эриком Дурмом, которые не сыграли ни одного матча на турнире.
15 июля 2016 года Гинтер был включён в состав сборной Германии для участия на Олимпийских играх в Рио-де-Жанейро. Маттиас забил два мяча в пяти играх и выиграл вместе со сборной серебряные медали.
2 июня 2017 года Гинтер попал в состав сборной на Кубок конфедераций в России. Он принял участие в четырёх матчах на турнире и помог команде выиграть золотые медали.
Гинтер был включён в основной состав на чемпионат мира 2018 года, однако на поле ни разу не вышел. Тем самым Маттиас стал единственным игроком в истории немецкой сборной, который вошёл в заявку двух чемпионатов мира, но не принял участие ни в одной из игр.

### Матчи за сборную
| №  | Дата            | Оппонент          | Счёт | Голы | Голевые передачи | Нарушения | Минуты | Соревнование                    |
| -- | --------------- | ----------------- | ---- | ---- | ---------------- | --------- | ------ | ------------------------------- |
| 1  | 5 марта 2014    | Чили              | 1:0  | —    | —                | —         | 1'     | Товарищеский матч               |
| 2  | 13 мая 2014     | Польша            | 0:0  | —    | —                | —         | 90'    | Товарищеский матч               |
| 3  | 3 сентября 2014 | Аргентина         | 2:4  | —    | —                | —         | 90'    | Товарищеский матч               |
| 4  | 7 сентября 2014 | Шотландия         | 2:1  | —    | —                | —         | 1'     | Отбор ЧЕ-2016 (группа D)        |
| 5  | 14 октября 2014 | Ирландия          | 1:1  | —    | —                | —         | 45'    | Отбор ЧЕ-2016 (группа D)        |
| 6  | 8 октября 2015  | Ирландия          | 0:1  | —    | —                | —         | 77'    | Отбор ЧЕ-2016 (группа D)        |
| 7  | 11 октября 2015 | Грузия            | 2:1  | —    | —                | —         | 90'    | Отбор ЧЕ-2016 (группа D)        |
| 8  | 13 ноября 2015  | Франция           | 0:2  | —    | —                | —         | 79'    | Товарищеский матч               |
| 9  | 29 марта 2016   | Италия            | 4:1  | —    | —                | —         | 5'     | Товарищеский матч               |
| 10 | 6 июня 2017     | Дания             | 1:1  | —    | —                | —         | 66'    | Товарищеский матч               |
| 11 | 22 июня 2017    | Чили              | 1:1  | —    | —                | —         | 90'    | Кубок конфедераций (группа B)   |
| 12 | 25 июня 2017    | Камерун           | 3:1  | —    | —                | —         | 90'    | Кубок конфедераций (группа B)   |
| 13 | 29 июня 2017    | Мексика           | 4:1  | —    | —                | —         | 90'    | Кубок конфедераций (1/2 финала) |
| 14 | 2 июля 2017     | Чили              | 1:0  | —    | —                | —         | 90'    | Кубок конфедераций (Финал)      |
| 15 | 1 сентября 2017 | Чехия             | 2:1  | —    | —                | —         | 90'    | Отбор ЧМ-2018 (группа С)        |
| 16 | 8 октября 2017  | Азербайджан       | 5:1  | —    | 1                | —         | 54'    | Отбор ЧМ-2018 (группа С)        |
| 17 | 10 ноября 2017  | Англия            | 0:0  | —    | —                | —         | 90'    | Товарищеский матч               |
| 18 | 8 июня 2018     | Саудовская Аравия | 2:1  | —    | —                | —         | 9'     | Товарищеский матч               |
| 19 | 6 сентября 2018 | Франция           | 0:0  | —    | —                | —         | 90'    | Лига Наций (А)                  |
| 20 | 9 сентября 2018 | Перу              | 2:1  | —    | —                | —         | 72'    | Товарищеский матч               |
| 21 | 13 октября 2018 | Нидерланды        | 0:3  | —    | —                | —         | 90'    | Лига Наций (А)                  |
| 22 | 16 октября 2018 | Франция           | 1:2  | —    | —                | 28'       | 83'    | Лига Наций (А)                  |
| 23 | 15 ноября 2018  | Россия            | 3:0  | —    | —                | —         | 90'    | Товарищеский матч               |

Итого: сыграно матчей: 23 / забито голов: 0; победы: 12, ничьи: 6, поражения: 5.

## Личная жизнь
В мае 2018 года Гинтер женился на девушке по имени Кристина.

## Достижения

### Командные
«Фрайбург» (до 19 лет)
- Обладатель юношеского Кубка Германии: 2011, 2012

«Боруссия» (Дортмунд)
- Обладатель Суперкубка Германии: 2014
- Обладатель Кубка Германии: 2016/17

Сборная Германии
- Чемпион мира: 2014
- Серебряный призёр Олимпийских игр 2016 в Рио-де-Жанейро
- Обладатель Кубка конфедераций: 2017

### Личные
- Золотая медаль Фрица Вальтера U-18: 2012[17]
- Золотая медаль Фрица Вальтера U-19: 2013[18]